# Saatana
Saatana è il quinto album in studio del gruppo musicale finlandese Barathrum, pubblicato nel 1999 dalla Spinefarm Records.

## Tracce
1. Introitus: Satanick Alert – 0:42
2. Dark Sorceress 2 (Winter Siege) – 5:04
3. Boundless Arts – 2:00
4. Beltane – 4:24
5. Helluva Agitator – 3:15
6. Melancholy, Infinity, Agony – 4:17
7. Regent of Damnation – 5:00
8. Countess Erszebeth Nadasdy – 3:13
9. Sacrilegium – 3:56
10. Saatana – 5:38

## Formazione

### Gruppo
- Demonos Sova – voce, basso, effetti
- G'thaur – basso, voce addizionale
- Warlord – chitarra, voce addizionale
- Somnium – chitarra, voce addizionale
- Beast – batteria, voce addizionale